# Батальная винтовка

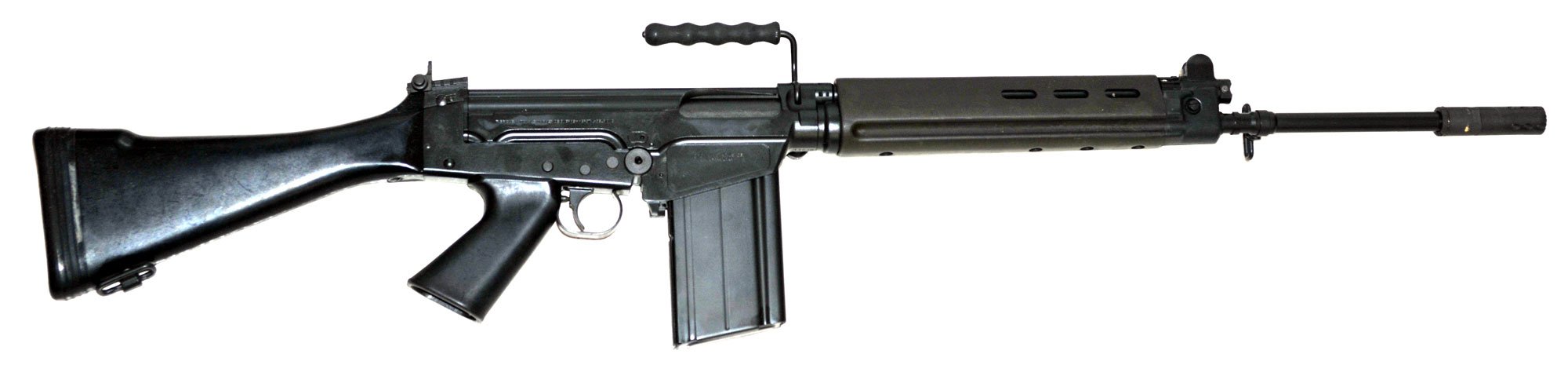
Бельгийская FN FAL

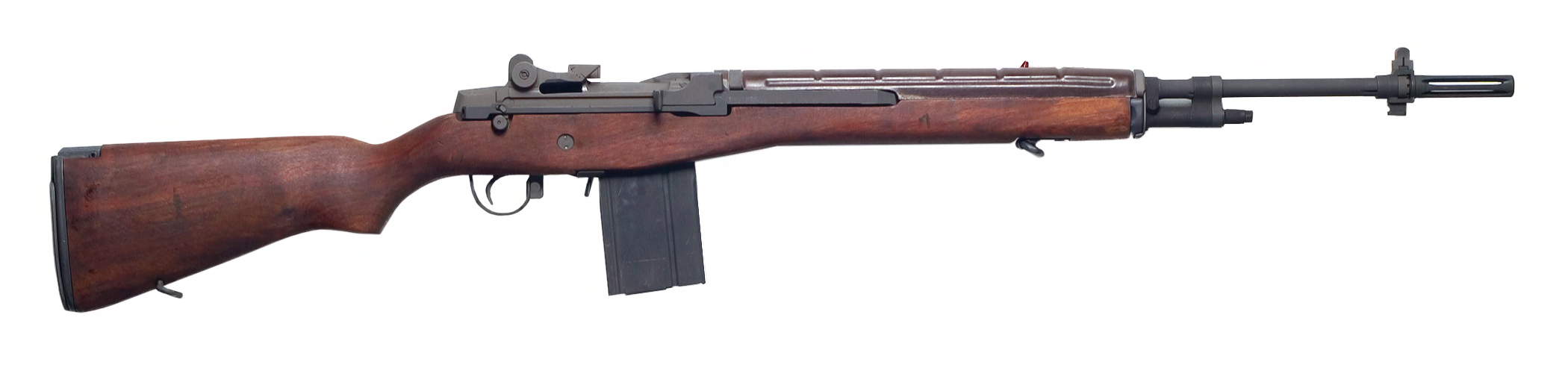
Американская M14

Батальная винтовка (англ. Battle rifle) — термин в англоязычном мире для обозначения массовых армейских винтовок (англ. Service rifle), которые снабжаются винтовочными патронами через коробчатый магазин и имеют автоматический режим стрельбы.
Термин «батальная винтовка» был создан в силу необходимости разграничивать штурмовые винтовки под промежуточный патрон и автоматические и полуавтоматические винтовки под винтовочный патрон, поскольку обе разновидности стрелкового оружия имеют схожий внешний вид и обладают такими же характерными чертами, как пистолетные рукоятки, съёмные магазины и т. д.
Этот термин также включает в себя более старые полуавтоматические винтовки вроде M1 Garand, Gewehr 43, MAS-49, СВТ. До 1990-х гг. термин не был чётко определён и использовался для общего описания всех автоматических и полуавтоматических винтовок.